# محمود شلتوت
محمود شلتوت (1310 هـ - 1383 هـ / 1893م - 1963م)، عالم إسلامي مصري وشيخ الجامع الأزهر 1958 - 1963م، نال إجازة العالمية سنة 1918م، و عُيّن مدرساً بالمعاهد ثمّ بالقسم العالي ثمّ مدرساً بأقسام التخصص، ثمّ وكيلاً لكلية الشريعة، ثمّ عضواً في جماعة كبار العلماء، ثمّ شيخاً للأزهر سنة 1958م، وكان عضواً بمجمع اللغة العربية سنة 1946م، وكان أول حامل للقب الإمام الأكبر. وولد الشيخ محمود شلتوت بمحافظة البحيرة سنة 1893م.

## حياته
ولد في منية بني منصور التابعة لمركز إيتاي البارود بمحافظة البحيرة في مصر سنة 1893م. حفظ القرآن الكريم وهو صغير. ودخل معهد الإسكندرية ثم التحق بالكليات الأزهرية. ونال شهادة العالمية من الأزهر سنة 1918م. وعين مدرساً بمعهد الإسكندرية سنة 1919م. وشارك في ثورة 1919م بقلمه ولسانه وجرأته. ونقله الشيخ محمد مصطفى المراغي لسعة علمه إلى القسم العالي. وناصر حركة إصلاح الأزهر وفصل من منصب اشتغل بالمحاماة ثم عاد للأزهر سنة 1935م.

## أعماله وإنجازاته
اِختير عضواً في الوفد الذي حضر مؤتمر لاهاي للقانون الدولي المقارن سنة 1937م، وألقى فيه بحثاً تحت عنوان المسئولية المدنية والجنائية في الشريعة الإسلامية، ونال البحث استحسان أعضاء المؤتمر فأقروا صلاحية الشريعة الإسلامية للتطور واعتبروها مصدراً من مصادر التشريع الحديث وإنها أصيلة وليست مقتبسة من غيرها من الشرائع الوضعية ولا متأثرة بها ونال ببحث المسئولية المدنية والجنائية في الشريعة الإسلامية عضوية جماعة كبار العلماء.
ونادى بتكوين مكتب علمى للرد على مفتريات أعداء الإسلام وتنقية كتب الدين من البدع والضلالات وكانت مقدمة لإنشاء مجمع البحوث الإسلامية.
عين سنة 1946م عضواً في مجمع اللغة العربية. وانتدبته الحكومة لتدريس فقه القرآن والسنة لطلبة دبلوم الشريعة الإسلامية بكلية الحقوق في سنة 1950م، و عُيّن مراقباً عاماً للبعوث الإسلامية فوثق الصلات بالعالم الإسلامي، وفي سنة 1957م اختير سكرتيراً عاماً للمؤتمر الإسلامي ثم عُيّن وكيلاً للأزهر. وفي سنة 1958م صدر قرار بتعيينه شيخاً للأزهر. وسعى جاهداً للتقريب بين المذاهب الإسلامية. وزار كثيرًا من بلدان العالم الإسلامي.

## السعي للتقريب بين المذاهب
كان الشيخ من أعضاء دار التقريب بين المذاهب الإسلامية، ألقى حديثا دينيا في صبيحة افتتاح إذاعة القاهرة عمل الشيخ محمود شلتوت على توحيد كلمة المسلمين ولم شملهم والقضاء على الخلافات بين المذاهب بإدخال دراسة المذاهب في الأزهر. اشتهر فتوى جواز التعبد بمذهب الشيعة الإثني عشرية بينما نفى تلميذه وجامع تراثة الشيخ يوسف القرضاوي أن تكون هذه الفتوى قد صدرت عنه  وفي التالي نص الفتوى:
بسم الله الرحمن الرحيم
نص الفتوى التي أصدرها السيد صاحب الفضيلة الإمام الأکبر الشيخ محمود شلتوت شيخ الجامع الأزهر في شأن جواز التعبد بمذهب الشيعة الإمامية. قيل لفضيلته: أن بعض الناس يري أنه يجب على المسلم لکي تقع عباداته ومعاملاته على وجه صحيح أن يقلد أحد المذاهب الاربعة المعروفة وليس من بينها مذهب الشيعة الإمامية ولا الشيعة الزيدية، فهل توافقون فضيلتکم على هذا الرأي على إطلاقه فتمنعون تقليد مذهب الشيعة الإمامية الإثنا عشرية مثلاً.
فأجاب فضيلته:
1- ان الإسلام لا يوجب على أحد من اتباعهِ اتبِاع مذهب معين بل نقول: أنَ لکُل مسلم الحقَ في أن يُقلد بادىء ذي بدء أي مذهب من المذاهب المنقولة نقلاً صحيحاً والمدونة أحکامها في کُتبها الخاصة، ولمن قلد مذهباً من هذهِ المذاهب أن ينتقل إلى غيره أي مذهب کان ولا حرج عليه في شيء من ذلك.
2- إن مذهب الجعفرية المعروف بمذهب الشيعة الإمامية الإثنا عشرية مذهب يجوز التعبد به شرعاً کسائر مذاهب أهل السنة. فينبغي للمسلمين أن يعرفوا ذلكَ وأن يتخلصوا من العصبية بغيرِ الحق لمذاهب مُعيّنة، فما کان دينُ الله وما کانت شريعته بتابعة لمذهب أو مقصورة على مذهب، فالکُل مجتهدِون مقبولون عند الله تعالى، يجوز لمن ليس أهلاً للنظر والاجتِهاد تقليدهم والعمل بما يقررونه في فقههم ولا فرقَ في ذلك بين العبادات والمعاملات.
محمود شلتوت

## مؤلفاته
- فقه القرآن والسنة.
- مقارنة المذاهب.
- القرآن والقتال.
- ويسألونك. (وهي مجموعة فتاوي).

صورة للشيخ محمود شلتوت

كما ألّف الكثير من الكتب التي ترجمت لعدة لغات منها:
- منهج القرآن في بناء المجتمع.
- رسالة المسؤولية المدنية والجنائية في الشريعة الإسلامية.
- القرآن والمرأة.
- تنظيم العلاقات الدولية الإسلامية.
- الإسلام والوجود الدولي للمسلمين.
- تنظيم الاسرة.
- رسالة الأزهر.
- إلى القرآن الكريم.
- الإسلام عقيدة وشريعة.
- من توجيهات الإسلام.
- الفتاوى.
- تفسير القرآن الكريم (الأجزاء العشرة الأولى).

وصدر قبل وفاته قانون إصلاح الأزهر سنة 1961م. ودخلت في عهده العلوم الحديثة إلى الأزهر، وأنشئت عدة كليات فيه وارتفعت مكانة شيخ الأزهر حتى لاقى من الجميع كل الإجلال. وكان يحترمه قادة العالم ويرسلون إليه الرسائل ومنهم الرئيس الفلبيني والذي وضع طائرته الخاصة وياوره الخاص تحت تصرفه طوال رحلة الشيخ إلى الفلبين ومنهم الرئيس الجزائري أحمد بن بيلا الذي أرسل إليه ليطمئن على صحته عندما مرض وزاره في منزله وكذلك زاره الرئيس العراقي عبد السلام عارف وغيرهم. ومنحته أربع دول الدكتوراه الفخرية كما منحته أكاديمية تشيلى درجة الزمالة الفخرية وأهدى له رئيس الكاميرون قلادة تقديراً لأبحاثه العلمية.

## وفاته
توفيَّ بالقاهرة مساء ليلة الجمعة (ليلة الإسراء والمعراج) وأدَّى المصلون عليه صلاة الجنازة في السابع والعشرين من شهر رجِب سنة 1383 هـ الموافق 13 من ديسمبر سنة 1963 م.